# برنامج دبلوم البكالوريا الدولية
برنامج دبلوم البكالوريا الدولية (IBDP) هو برنامج تعليمي مدته عامان، يستهدف بشكل رئيسي الشباب الذين تتراوح أعمارهم بين 16 و19 عامًا في 140 دولة حول العالم. يوفر البرنامج مؤهلًا دوليًا للالتحاق بالتعليم العالي، وهو معترف به من قِبل العديد من الجامعات حول العالم. طُوّر البرنامج في أوائل ومنتصف ستينيات القرن الماضي في جنيف، سويسرا، على يد مجموعة من المعلمين الدوليين. وبعد برنامج تجريبي استمر ست سنوات وانتهى عام 1975، تم إطلاق دبلوم ثنائي اللغة.